# Rhomborrhina
Rhomborrhina là một chi bọ cánh cứng trong phân họ Cetoniinae. Chúng sống chủ yếu ở Đông và Nam Á.

## Danh sách loài
- Rhomborrhina aterrima
- Rhomborrhina bousqueti
- Rhomborrhina formosana
- Rhomborrhina fuscipes
- Rhomborrhina gigantea
- Rhomborrhina japonica
- Rhomborrhina jeanneli
- Rhomborrhina maculicrus
- Rhomborrhina melleyi
- Rhomborrhina olivacea
- Rhomborrhina pilifera
- Rhomborrhina polita
- Rhomborrhina resplendens
- Rhomborrhina splendida
- Rhomborrhina taiwana
- Rhomborrhina unicolor